# Matabelina treitliana
Matabelina treitliana är en kackerlacksart som först beskrevs av Werner 1905.  Matabelina treitliana ingår i släktet Matabelina och familjen småkackerlackor.
Artens utbredningsområde är Egypten. Inga underarter finns listade i Catalogue of Life.